# Zwischenmolekulare Kräfte
Als zwischenmolekulare oder intermolekulare Kräfte bezeichnet man Wechselwirkungen zwischen valenzmäßig abgesättigten Molekülen. Nicht zu diesen Kräften zählen die Wechselwirkungen, die die chemische Bindung von Atomen zu Molekülen, Ionen- oder Metallverbindungen bewirken.
Zwischenmolekulare Wechselwirkungen sind schwache Wechselwirkungen, die zwischen Molekülen wirken können. Anders als chemische Bindungen führen sie nicht zur Bindung von Atomen aneinander und somit zur Bildung von Molekülen, sondern es sind Wechselwirkungen, die zwischen verschiedenen Molekülen, wie z. B. Alkohol- oder Wasser-Molekülen, wirken und eine Anziehung der Moleküle untereinander bewirken können. Sie beruhen auf der elektrostatischen Anziehung, wonach sich positive und negative Ladungen anziehen. Die dabei auftretenden Wechselwirkungen sind nicht so stark wie chemische Bindungen. Dies wird auch bei der Formeldarstellung berücksichtigt. Chemische Bindungen werden durch einen Strich zwischen den einzelnen Atomen symbolisiert, während zwischenmolekulare Wechselwirkungen meistens durch eine gestrichelte Linie zwischen den Molekülen dargestellt werden

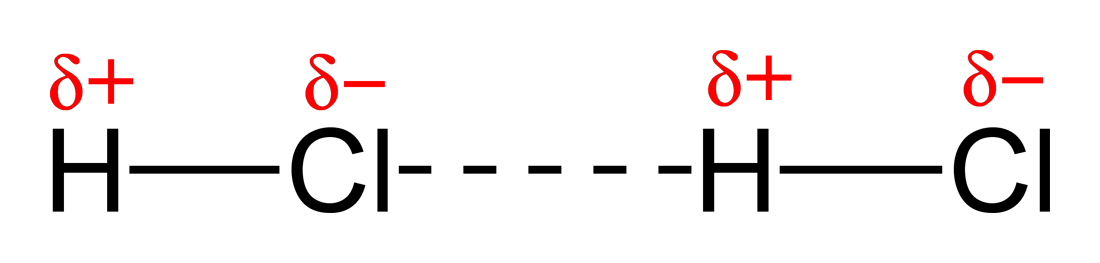
Dipol-Dipol-Kräfte (gestrichelt) zwischen zwei Chlorwasserstoffmolekülen (HCl)

Zwischenmolekulare Kräfte sind üblicherweise sehr viel schwächer als chemische Bindungen. Sie sind durch Effekte wie Oberflächenspannung, Kapillarität sowie Adhäsions- und Kohäsionskräfte makroskopisch beobachtbar. 
Beim Phasenübergang von einer Flüssigkeit zum Gas werden die anziehenden zwischenmolekularen Kräfte durch die thermische Bewegung überwunden. Der Abstand der Moleküle voneinander vergrößert sich stark, der Einfluss der anziehenden Kräfte nimmt deutlich ab und die Moleküle können sich frei im Raum bewegen.
Arten zwischenmolekularer Kräfte:
- Van-der-Waals-Kräfte
  - Dipol-Dipol-Kräfte,
  - Debye-Wechselwirkung zwischen einem Dipol und einem polarisierbaren Molekül (Dipol-induzierter-Dipol-Kräfte)
  - London-Kräfte,
- Wasserstoffbrücken (Wasserstoffbrückenbindungen) sind deutlich stärker als Van-der-Waals-Kräfte und können teilweise annähernd die Größe von chemischen Bindungen erreichen.

Zwischen verschiedenen Molekülen kann entweder nur eine dieser Wechselwirkungen auftreten oder aber es können auch zwei oder alle drei Arten der zwischenmolekularen Wechselwirkungen wirken.
Bei makromolekularen Stoffen (Polymere) sind die zwischemolekularen Kräfte stärker als die chemischen Bindungskräfte, weshalb diese Stoffe nicht unzersetzt verdampfbar sind.